# Эколь Ветеринер де Мезон-Альфор (станция метро)
Эколь Ветеринер де Мезон-Альфор (фр. École vétérinaire de Maisons-Alfort) — станция линии 8 Парижского метрополитена, расположенная в коммуне Мезон-Альфор. Названа по Национальной ветеринарной школе д'Альфор, расположенной рядом со станцией метро.

## История
- Станция открылась 19 сентября 1970 года в составе пускового участка Шарантон — Эколь — Мезон-Альфор — Стад, на котором расположился единственный во Франции метромост через Марну.
- Пассажиропоток по станции по входу в 2011 году, по данным RATP, составил 3 371 386 человек[3]. В 2012 году пассажиропоток снижался до 3 150 748 человек[4], а в 2013 году незначительно подрос до 3 175 166 пассажиров (164 место по уровню входного пассажиропотока в Парижском метро)[5]

## Конструкция и оформление
Станция построена по типовому парижскому проекту 1970—1980-х годов (однопролётная станция мелкого заложения с двумя боковыми платформами). Нижняя часть путевых стен облицована плиткой бежевого и палевого цветов.

## Путевое развитие
До 2010 года к юго-востоку от станции располагался противошёрстный съезд.

## Галерея

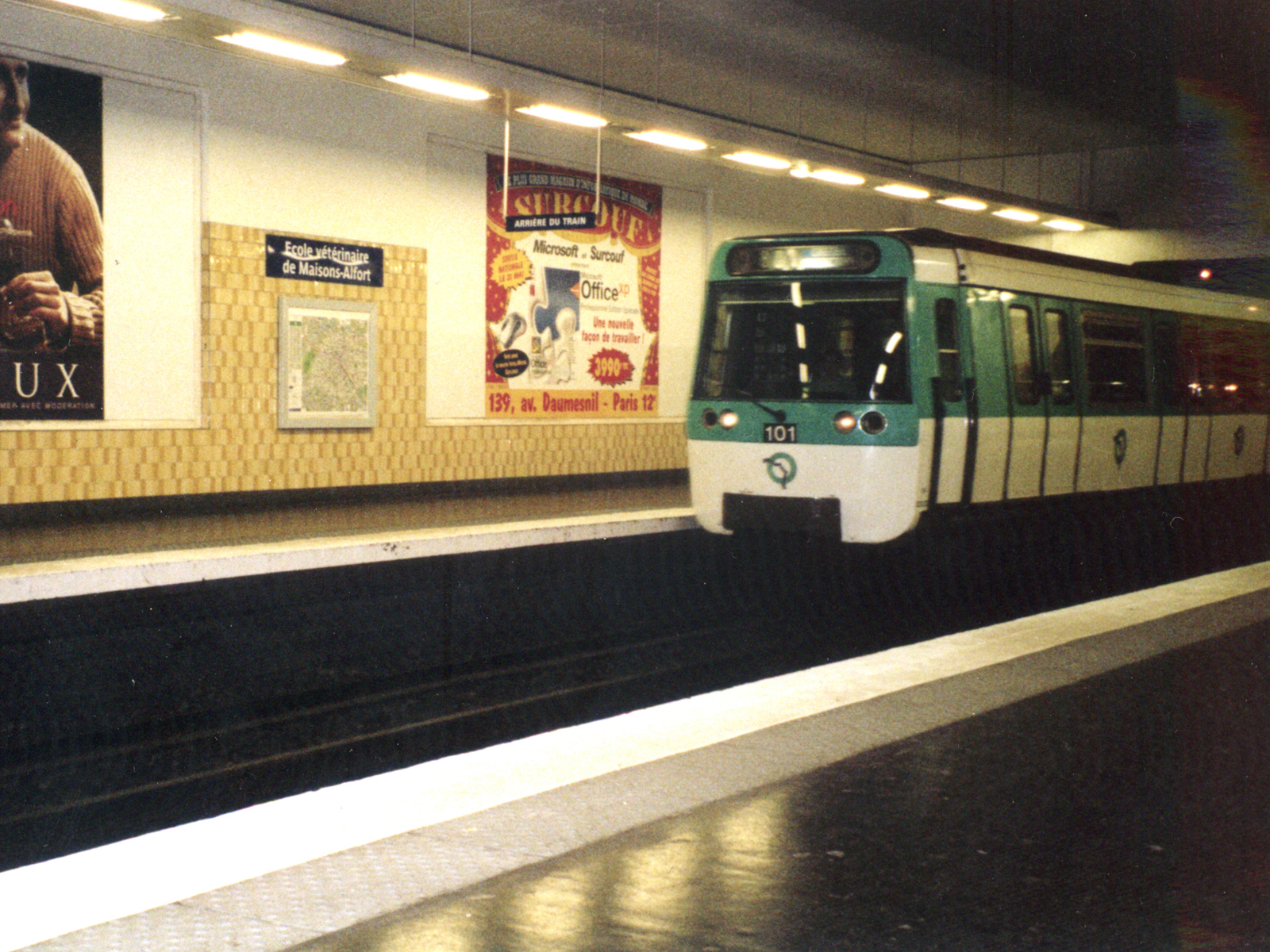
Прибывающий состав MF 77
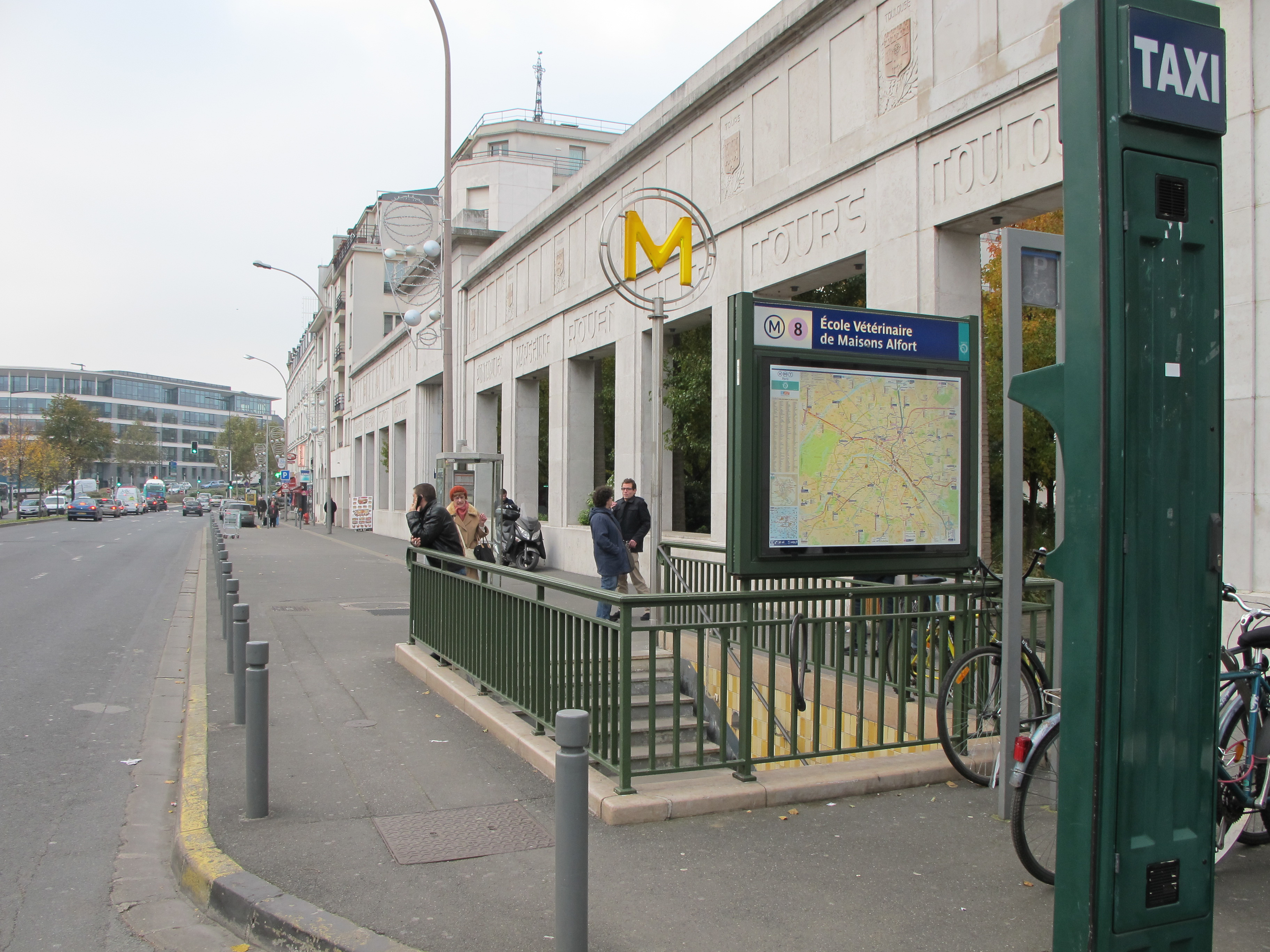
Лестничный сход